# Direkt – veckan som gick
Direkt – veckan som gick var ett nyhetsmagasin producerat av Sveriges radio som premiärvisades i TV2 den 5 december 1969.

## Historia
Direkt – veckan som gick, som sändes i färg, var en för Sverige ny form av tv-program, där nyheter samsades med debatt, satir och underhållning i en påkostad elegant studiomiljö. Programledare var Åke Ortmark och Hans Hederberg som tillsammans med Fredagsredaktionen, där Gun Allroth, Ove Tjernberg, Lena Nyman, Olle Adolphson och Kristian Romare ingick, skapade innehållet. Programmet hade en hus-organist, Monica Dominique, samt alltid prominenta gäster och exklusiva reportage. Vid premiären medverkade Olof Palme, då nyvald ordförande för Socialdemokraterna, medan Yngve Holmberg intervjuades av Lena Nyman.
Under hösten 1970 förändrades programmets form för att läggas ner i slutet av samma år.